# Antimimistis illaudata
Antimimistis illaudata är en fjärilsart som beskrevs av Turner 1922. Antimimistis illaudata ingår i släktet Antimimistis och familjen mätare. Inga underarter finns listade i Catalogue of Life.